# Roger Herbst
Roger Herbst (bürgerlich Hans Walter Herbst) (* 15. Juni 1945 in Grebenhain; † 16. August 1980 in Frankfurt am Main) war ein deutscher Schauspieler. 

## Leben und Werk
Roger Herbst erlernte das Friseurhandwerk und erhielt Schauspielunterricht an der Schauspielschule Alice George in Frankfurt am Main, unter anderem gemeinsam mit Heinz Werner Kraehkamp. In dieser Zeit bekam er, noch als Walter Herbst, seine erste Filmrolle in Oswalt Kolles Dein Mann, das unbekannte Wesen.
Einem breiten Publikum wurde der oft als gutaussehend und als Mädchenschwarm beschriebene Roger Herbst in den Jahren 1972 bis 1975 bekannt, als er in der 39-teiligen ZDF-Serie Im Auftrag von Madame neben Horst Keitel die zweite Hauptrolle als Peter Proud spielte. Da er im Anschluss an diese Serie keine weiteren Rollenangebote erhielt, eröffnete er einen Herrenfrisiersalon, zu dessen Kunden unter anderem die Bundesligaspieler Jürgen Grabowski und Bernd Hölzenbein gehört haben sollen. Herbst versuchte sich auch als Sänger, 1975 erschien die Single Hildegard.
Roger Herbst lebte zuletzt im Neu-Isenburger Stadtteil Gravenbruch. Am 15. August 1980 verunglückte er mit seinem PKW auf der Mörfelder Landstraße in Frankfurt, als er kurz vor Mitternacht bei einem Überholmanöver mit einem entgegenkommenden LKW kollidierte. Herbst verstarb am darauffolgenden Tag im Frankfurter Hospital zum Heiligen Geist. An der Trauerfeier nahmen rund 200 Gäste teil. Am 22. August 1980 wurde er in einem inzwischen aufgelassenen Urnengrab auf dem Waldfriedhof Neu-Isenburg beigesetzt.

## Filmografie
- 1968: Das Ferienschiff (1 Folge)
- 1970: Oswalt Kolle: Dein Mann, das unbekannte Wesen
- 1972–1975: Im Auftrag von Madame (39 Folgen)
- 1974: Der kleine Doktor – Die Notbremse
- 1980: I. O. B. – Spezialauftrag – Boxeraufstand

## Diskografie
- 1975: Hildegard/Sie war leider auch nicht so wie Du (bellaphon, BL 11317)